# 차오레이
차오레이(중국어: 曹磊, Cáo Lěi, 1983년 12월 24일 ~ )는 중국의 여자 역도 선수이다. 그녀는 중국 북구 허베이성에서 태어나서 헤이룽장성 북동부에서 자랐다. 
차오레이는 11세때 역도 훈련을 시작했으며 1997년에 치씨푸가 지도하는 헤이룽장성 지방 역도 팀에 선발되었을 때 다그잉 시티 스포츠 학교에 다녔다.
차오레이는 2005년에 전국 선수권 대회에서 4위를 했고 그해 동아시아 경기대회에서 금메달을 땄다. 이듬해 그녀는 체급을 한단계 높여 2006년 세계 역도 선수권 대회 여자 헤비급에 출전하여 인상에서 118kg을 들었고 추가로 용상 150kg을 들어서 총 268kg의 금메달을 땄다. 그해에 그녀는 아시안 게임에서 금메달을 땄고 인상 120kg, 용상 152kg으로 자신의 한해 순위 기록을 깼다.
2007년 세계 역도 선수권 대회에서 차오레이는 총 286kg으로 같은 부문에서 다시 금메달을 획득했다.  
2008년 베이징 올림픽에서 차오레이는 여자 역도 헤비급 부문에서 중국의 7번째 역도 금메달을 획득했다. 